# گوربی ایلری
گوربی ایلری (انگلیسی: Gürbey İleri؛ زادهٔ ۱۳ فوریهٔ ۱۹۸۸) بازیگر اهل ترکیه است. وی از سال ۲۰۰۷ میلادی تاکنون مشغول فعالیت بوده‌است.
از فیلم‌ها یا برنامه‌های تلویزیونی که وی در آن نقش داشته‌است می‌توان به حریم سلطان اشاره کرد.

## زندگی
گوربی یک خواهر کوچکتر از خود دارد. طبق گفتهٔ وی، آن‌ها در خانواده احترام زیادی برای یکدیگر قائل هستند. گوربی فارغ‌التحصیل رشتهٔ بازیگری از دانشگاه بیکنت است.

## آغاز کار و حرفه
گوربی برای اولین بار با سریال بچه‌های آخر کلاس در سال ۲۰۰۷ جلوی دوربین رفت و در سال ۲۰۱۲ با نقش شاهزاده محمد در سریال پرطرفدار حریم سلطان حاضر شد و در کنار بازیگرانی همچون مریم اوزرلی، هالیت ارگنچ، نور فتاح اوغلو، سلما ارگچ، جانسو دره، بورجو اوزبرک و آراس بولوت اینملی به هنرنمایی پرداخت.

## فیلم‌شناسی
| سینما    | سینما                | سینما               | سینما    |
| سال      | نام فیلم             | نقش                 | یاداشت   |
| -------- | -------------------- | ------------------- | -------- |
| ۲۰۰۸     | سر پا بمون           | چاعاتای             | نقش مکمل |
| ۲۰۱۹     | دنیا ی آزاد          |                     | نقش مکمل |
| ۲۰۱۹     | علی                  | علی                 | نقش اصلی |
| تلویزیون |                      |                     |          |
| سال      | نام سریال            | نقش                 | یاداشت   |
| ۲۰۰۷     | بچه‌های آخر کلاس      | کرم کیراتلی         | نقش مکمل |
| ۲۰۱۱     | قلبم تورو انتخاب کرد | کان مرت اغلو        | نقش اصلی |
| ۲۰۱۳     | حریم سلطان           | شاهزاده محمد (مِهمِت) | نقش مکمل |
| ۲۰۱۵     | ممنوع                | نبی                 | نقش مکمل |
| ۲۰۱۴     | دست سرنوشت           | کرم                 | نقش اصلی |
| ۲۰۱۵     | بازگشت به خانه       | اراس                | نقش اصلی |
| ۲۰۱۶     | عشق در بال پرنده است | اسیم                | نقش مکمل |
| ۲۰۱۷     | قیام ارطغرل          | سانجر               |          |